# ATP Challenger Belo Horizonte
Das ATP Challenger Belo Horizonte (offiziell: BH Tennis Open International Cup) war ein Tennisturnier, das 1985 sowie von 1992 bis 2011 jährlich in Belo Horizonte stattfand. 2010 fand das Turnier offiziell nicht unter der vorherigen Turniernummer statt, wurde aber weiterhin gleich genannt und am selben Ort gespielt. Es gehörte zur ATP Challenger Tour und wurde im Freien auf Sand gespielt. Die Rekordsieger sind im Einzel Júlio Silva sowie im Doppel Daniel Melo mit zwei respektive drei Siegen.

## Liste der Sieger

### Einzel
| Jahr                        | Sieger                 | Finalgegner            | Ergebnis        |
| --------------------------- | ---------------------- | ---------------------- | --------------- |
| 2011                        | Júlio Silva (2)        | Gastão Elias           | 6:4, 6:4        |
| 2010                        | Rogério Dutra da Silva | Facundo Argüello       | 6:4, 6:3        |
| 2009                        | Júlio Silva (1)        | Eduardo Schwank        | 4:6, 6:3, 6:4   |
| 2008                        | Santiago González      | Nicolás Massú          | 6:4, 6:3        |
| 2007                        | Brian Dabul            | Eduardo Schwank        | 6:74, 7:65, 6:3 |
| 2006                        | Thiago Alves           | André Sá               | 6:3, 0:6, 6:4   |
| 2005                        | John Paul Fruttero     | Kristian Pless         | 7:64, 7:66      |
| 2004                        | Janko Tipsarević       | Ricardo Mello          | 6:4, 5:7, 6:4   |
| 2003                        | Julio Peralta          | Danai Udomchoke        | 7:66, 1:6, 6:1  |
| 2002                        | Ricardo Mello          | Alexandre Simoni       | 6:3, 6:3        |
| 2001                        | Eric Taino             | Flávio Saretta         | 5:7, 6:1, 6:2   |
| 2000                        | Nenad Zimonjić         | Jean-François Bachelot | 6:3, 6:76, 7:5  |
| 1999                        | Jamie Delgado          | Daniel Melo            | 6:2, 7:64       |
| 1998                        | Francisco Costa        | Gastón Gaudio          | 4:6, 6:2, 6:4   |
| 1997                        | Roberto Jabali         | André Sá               | 2:6, 7:5, 6:3   |
| 1996                        | Jaime Oncins           | Maurice Ruah           | 6:4, 6:3        |
| 1995                        | Steve Campbell         | João Cunha e Silva     | 6:2, 6:3        |
| 1994                        | Fabio Silberberg       | Marco Meneschincheri   | 7:6, 6:3        |
| 1993                        | Martin Blackman        | David Adams            | 6:7, 6:4, 7:6   |
| 1992                        | Gilbert Schaller       | João Cunha e Silva     | 6:4, 6:7, 6:0   |
| 1986–1991:nicht ausgetragen |                        |                        |                 |
| 1985                        | Thomas Muster          | Carlos di Laura        | 6:1, 6:4        |

### Doppel
| Jahr                        | Sieger                                     | Finalgegner                           | Ergebnis         |
| --------------------------- | ------------------------------------------ | ------------------------------------- | ---------------- |
| 2011                        | Guido Andreozzi Eduardo Schwank            | Ricardo Hocevar Christian Lindell     | 6:2, 6:4         |
| 2010                        | Rodrigo Antônio Grilli Leonardo Kirche     | Christian Lindell João Souza          | 6:3, 6:3         |
| 2009                        | Márcio Torres Izak van der Merwe           | Juan Pablo Brzezicki Eduardo Schwank  | kampflos         |
| 2008                        | Santiago González (2) Aisam-ul-Haq Qureshi | Daniel Dutra da Silva Caio Zampieri   | 6:3, 7:63        |
| 2007                        | Santiago González (1) Bruno Soares         | Márcio Torres Nicolas Tourte          | 6:7, 6:4, [10:5] |
| 2006                        | Marcelo Melo (2) André Sá                  | Jean-Julien Rojer Márcio Torres       | 6:1, 6:4         |
| 2005                        | Lesley Joseph Aleksandar Vlaski            | Juan Martín del Potro Máximo González | 7:68, 6:4        |
| 2004                        | Sanchai Ratiwatana Sonchat Ratiwatana      | Marcos Daniel Iván Miranda            | 6:2, 7:5         |
| 2003                        | Marcos Daniel Alexandre Simoni (2)         | Kentaro Masuda Takahiro Terachi       | 6:4, 6:2         |
| 2002                        | Daniel Melo (3) Marcelo Melo (1)           | Denis Golowanow Michael Joyce         | 6:3, 6:4         |
| 2001                        | Dejan Petrović Andy Ram                    | Barry Cowan Eric Taino                | 6:3, 6:4         |
| 2000                        | Daniel Melo (2) Alexandre Simoni (1)       | Jamie Delgado Martin Lee              | 6:4, 6:4         |
| 1999                        | Daniel Melo (1) Antonio Prieto             | Jamie Delgado Martin Lee              | 6:2, 3:6, 7:5    |
| 1998                        | Satoshi Iwabuchi Thomas Shimada            | Jeff Coetzee Damien Roberts           | 6:7, 7:5, 7:5    |
| 1997                        | Gabriel Trifu Glenn Weiner                 | Nelson Aerts André Sá                 | 1:6, 6:3, 6:4    |
| 1996                        | Leonardo Lavalle Maurice Ruah              | Luis-Enrique Herrera Gabriel Trifu    | 5:7, 6:4, 6:4    |
| 1995                        | David DiLucia Dan Kronauge                 | Egberto Caldas Cristiano Testa        | 6:7, 6:3, 6:3    |
| 1994                        | Nelson Aerts (2) Danilo Marcelino          | Otávio Della Marcelo Saliola          | 7:5, 6:3         |
| 1993                        | Ricardo Acioly Nicolás Pereira             | Fernando Roese Felipe Rivera          | 7:6, 5:7, 6:3    |
| 1992                        | Nelson Aerts (1) Alexandre Hocevar         | João Cunha e Silva César Kist         | 6:1, 6:7, 6:2    |
| 1986–1991:nicht ausgetragen |                                            |                                       |                  |
| 1985                        | Massimo Cierro Júlio Góes                  | Givaldo Barbosa Ivan Kley             | 6:3, 6:4         |